# Haplochromis sp. nov. 'Amboseli'
Haplochromis sp. nov. 'Amboseli' é uma espécie de peixe da família Cichlidae.
É endémica do Quénia. 
Os seus habitats naturais são: pântanos.
Está ameaçada por perda de habitat.